# تترامین مس (II) سولفات
تترامین مس (II) سولفات (به انگلیسی: Tetramminecopper(II) sulfate) با فرمول شیمیایی [Cu(NH۳)۴(H۲O)n]SO۴ یک ترکیب شیمیایی با شناسه پاب‌کم ۶۱۵۱۳ است. که جرم مولی آن ۲۴۵٫۷۹ g/mol می‌باشد. 

## سنتز شیمیایی
این ترکیب را می توان با اضافه کردن محلول غلیظ آمونیاک به محلول آبی سولفات مس پنج آبه اشباع تهیه کرد و به دنبال آن با اضافه کردن اتانول به محلول،محصول را ته نشین کرد.
4 NH3  + CuSO4·5H2O →[Cu(NH3)4]SO4·H2O+ 4 H2O